# カレンガ県
カレンガ県（カレンガけん、英語: Karenga District）は、ウガンダの北部地域に位置する県。歴史的地域ではカラモジャ地方に属す。7つの副郡と3つの町評議会から成る。
2019年7月1日にカボング県より分離。中心地はカレンガで、北部の国境地帯にキデポ渓谷自然公園が広がる。面積は県の中では比較的大きい部類に入るが、人口はかなり少なく約6.8万人（2020年投影人口）と見積もられている。

## 隣接する県
北を南スーダンの東エクアトリア州、東をカボング県、南をコティド県、西をキトゥグム県と接する。